# Voglio stare con te/There's Gonna Be a Revolution
Voglio stare con te/There's Gonna Be a Revolution è un singolo di Wess, per la prima volta con Dori Ghezzi e, per l'ultima, come frontman degli Airedales, pubblicato nel 1972 dalla Durium (catalogo CN A 9332) ed estratto dall'album Vehicle.

## Descrizione
Nonostante, in copertina, il singolo sia accreditato interamente alla coppia Ghezzi-Johnson, il lato B intitolato There's Gonna Be a Revolution – presente solo sull'etichetta – è opera della band statunitense Wess & The Airedales; mentre il lato A intitolato Voglio stare con te – che dà anche il solo titolo alla copertina, su ambo i lati – ha a che fare col periodo "Wess-Dori Ghezzi" e, insieme al singolo Tu nella mia vita/Sentimento, sentimento (1973), costituisce la trilogia dei brani che anticipano l'eponimo album di debutto.

## I brani

### Voglio stare con te
Voglio stare con te, versione italiana di United We Stand dei Brotherhood of Man, è il brano presente sul lato A del disco. L'adattamento in italiano è di Luigi Albertelli, mentre il testo originale è scritto da Tony Hiller e la musica è composta da John Goodison. Essendo il primo brano della coppia Wess-Dori Ghezzi, verrà riproposto nell'album a loro nome (che uscirà l'anno seguente). Gli arrangiamenti e la direzione orchestrale sono del Mº Vince Tempera.

### There's Gonna Be a Revolution
There's Gonna Be a Revolution, presente sul lato B del disco, è il brano scritto e composto da Douglas Fowlkes, Wesley Johnson (Wess) e Jessie King. Gli arrangiamenti sono del gruppo soul/funk Wess & The Airedales.

## Tracce

### Lato A
1. Wess e Dori Ghezzi – Voglio stare con te (titolo originale: United We Stand) – 3:04 (edizioni musicali Belwin Mills Italiana)

### Lato B
1. Wess & The Airedales – There's Gonna Be a Revolution – 3:46 (edizioni musicali Durium)